# Torneo Nacional de Boxeo Playa Girón 1972
Das Torneo Nacional de Boxeo Playa Girón 1972 wurde vom 22. Februar bis zum 4. März 1972 in Santiago de Cuba ausgetragen und war die elfte Austragung der nationalen kubanischen Meisterschaften im Amateurboxen.

## Medaillengewinner
Die Meistertitel wurden in elf Gewichtsklassen vergeben.
| Gewichtsklasse                  | Gold                   | Silber           | Bronze             |
| ------------------------------- | ---------------------- | ---------------- | ------------------ |
| Halbfliegengewicht (bis 48 kg)  | Julio Rivera           | Jorge Hernández  | Wilfredo Céspedes  |
| Halbfliegengewicht (bis 48 kg)  | Julio Rivera           | Jorge Hernández  | Manuel Aguirre     |
| Fliegengewicht (bis 51 kg)      | Douglas Rodríguez      | Orlando Martínez | David Odelín       |
| Fliegengewicht (bis 51 kg)      | Douglas Rodríguez      | Orlando Martínez | Ambrosio Céspedes  |
| Bantamgewicht (bis 54 kg)       | Alberto Brea           | Sergio Mezquia   | René Torres        |
| Bantamgewicht (bis 54 kg)       | Alberto Brea           | Sergio Mezquia   | Marcial Torrizo    |
| Federgewicht (bis 57 kg)        | Mariano Álvarez        | Isidoro Álvarez  | Blas Sánchez       |
| Federgewicht (bis 57 kg)        | Mariano Álvarez        | Isidoro Álvarez  | Manuel Torres      |
| Leichtgewicht (bis 60 kg)       | Orlando Palacios       | Raúl Castillo    | Ángel Torres       |
| Leichtgewicht (bis 60 kg)       | Orlando Palacios       | Raúl Castillo    | Norge Boudet       |
| Halbweltergewicht (bis 63,5 kg) | Enrique Regüeiferos    | Heliodoro Stable | Víctor Martínez    |
| Halbweltergewicht (bis 63,5 kg) | Enrique Regüeiferos    | Heliodoro Stable | Félix Rivera       |
| Weltergewicht (bis 67 kg)       | Emilio Correa Vaillant | Félix Betancourt | Lucio Sánchez      |
| Weltergewicht (bis 67 kg)       | Emilio Correa Vaillant | Félix Betancourt | Andrés Molina      |
| Halbmittelgewicht (bis 71 kg)   | Rolando Garbey         | Ernesto Milán    | Enrique Villanueva |
| Halbmittelgewicht (bis 71 kg)   | Rolando Garbey         | Ernesto Milán    | Marcos A. Santana  |
| Mittelgewicht (bis 75 kg)       | Alejandro Montoya      | Orlando Stable   | Wilfredo Benavides |
| Mittelgewicht (bis 75 kg)       | Alejandro Montoya      | Orlando Stable   | Silvio Quesada     |
| Halbschwergewicht (bis 81 kg)   | Gilberto Carrillo      | Juan Pérez       | Israel Gorguet     |
| Halbschwergewicht (bis 81 kg)   | Gilberto Carrillo      | Juan Pérez       | Juan Serrano       |
| Schwergewicht (über 81 kg)      | Teófilo Stevenson      | Luis Valier      | Adolfo Gálvez      |
| Schwergewicht (über 81 kg)      | Teófilo Stevenson      | Luis Valier      | Nancio Carrillo    |